# انتونیو سالوادور سوکار
انتونیو سالوادور سوکار (انگلیسی: Antônio Salvador Sucar; ۱۴ ژوئن ۱۹۳۹ – ۳۱ دسامبر ۲۰۱۸) بازیکن بسکتبال اهل برزیل بود.